# 活快美韻
活快美韻（日语：サウンドビバーチェ），是日本純種競賽馬匹。生涯活躍於一哩賽事，曾勝出2023年阪神牝馬錦標。

## 出賽前
2019年4月19日出生於北海道浦河町三嶋牧場，成長途中被馬主增田雄一購入。
其後交由栗東訓練中心練馬師高柳大輔訓練。

## 競賽生涯

### 2歲
2021年6月6日出戰東京競馬場2歲新馬戰，然而於先頭位置推進下在直路失速，最終以第七落敗。
其後於2歲未勝利戰取得第六後，於9月的2歲未勝利戰成功突圍，最終跑出不俗的速度下贏下首勝。
11月出戰一捷馬戰白菊賞，本次比賽所維持的位置被以往賽事較後，直至通過彎道時才衝出發力。進入直路後，其不斷突圍進佔前方位置，可惜最終在和Rouge la Terre的纏鬥中落敗，以鼻位差距取得第二。

### 3歲
2022年首戰仍然為一捷馬級別的菜花賞，主動進佔先頭位置下於最後彎道輕鬆進佔有利局面，最終稍為加速下便帶離對手，以1 1/4馬位取得勝利。
3月5日出戰鬱金香賞，為其首次挑戰分級賽。比賽開始後，其選擇保持於第二的位置，緊隨領放馬Jamin推進。通過最後彎道進入直路後，其越過失速的對手取得領先，但其後未能最大程度維持下被衝出的匯兩川、正確距離及Circle of Life取得第四。
其後挑戰優駿牝馬（日本橡樹大賽），然而於入閘前的準備時間時，其被前方愛焰後踢的動作嚇到，將鞍上騎師石橋脩甩落並逃走。最終，其雖然於第三彎道處被工作人員控制，但被檢查出臉部挫傷之下以安全為由被勒令退賽。
休養過後於9月10日復出出戰紫苑錦標，比賽初段主動的進佔位置並選擇領放，於比賽途中維持較慢的步速。進入直路後，其繼續於前方內欄位置維持走勢以甩開後方對手，可惜於後段被同樣前置的艷玫華彩超越下以第二落敗。
其後以優先出賽權的方式出戰秋華賞，然而入場之際再度暴走並將騎師岩田望來甩落，所幸人馬均未有大礙下可以繼續出戰。比賽開始後，其以積極的策略維持於Bright on Base後方推進，但於直路力弱之下失速，最終僅跑獲第七。

### 4歲
2023年首戰為表列賽洛陽錦標，雖然賽前為第二人氣，但於比賽途中直接失速，最終以第十一大敗。
4月8日出戰阪神牝馬錦標，賽前取得第六人氣。比賽開始後，其以順利出閘的狀態進佔第二的位置，緊隨前方主動領放的Win Charlotte前進，並順應步速調整姿態。進入直路後，其隨即以強大的勢頭加速將Win Charlotte趕過，同時繼續維持速度於前方位置堅守，最終成功阻止第十人氣伏兵莊嚴詠歌的追擊，以1/4馬位優勢取得首個分級賽冠軍。
其後按照計劃出戰維多利亞一哩賽，初段繼續採取主動的狀態於內欄第三左右的位置推進，於最後彎道首位墮後下尋找加速時機。進入直路後，其雖然可以維持自身的姿態，但略嫌均速下未能迫近前方的純淨之輝及星映天下，最終亦被前人足跡及神姬超越，最終以第五完賽。
休養過後於年末出戰綠松石錦標，然而走勢極差之下於直路早早便失速沉底，最終以第十五大敗。

### 5歲
2024年首戰為東京新聞盃，然而以十四落敗，其後出戰維多利亞一哩賽亦跑獲第十的慘淡戰績。
夏季其選擇縮程出戰CBC賞，但於賽前第三度出現暴走的情況，將騎師永島真奈美甩下，檢查過後未有大礙繼續出戰賽事。然而受到此事件影響，其最終未能在比賽途中發揮表現，以第十六的戰績大敗。
賽後，其進入休養狀態，但其後陣營決定安排其退役，並於10月4日取消日本中央競馬會的賽駒註冊。

### 詳細賽績
| 日期       | 舉辦國家 | 馬場 | 距離   | 級別 | 賽事名稱       | 負重 | 騎師       | 馬號 | 出馬 | 名次     | 時間     | 頭馬（二馬）       |
| ---------- | -------- | ---- | ------ | ---- | -------------- | ---- | ---------- | ---- | ---- | -------- | -------- | ------------------ |
| 6/6/2021   | 日本     | 東京 | 草1600 |      | 2歲新馬        | 54   | 武豐       | 13   | 3    | 7        | 1:36.1   | Cradle             |
| 24/7/2021  | 日本     | 新潟 | 草1400 |      | 2歲未勝利      | 54   | 戶崎圭太   | 15   | 8    | 6        | 1:21.1   | Jazz Blues         |
| 26/9/2021  | 日本     | 中京 | 草1600 |      | 2歲未勝利      | 54   | 松山弘平   | 12   | 11   | 1        | 1:36.5   | （Ruminate）       |
| 28/11/2021 | 日本     | 阪神 | 草1600 |      | 白菊賞         | 54   | 岩田望來   | 8    | 4    | 2        | 1:34.8   | Rouge la Terre     |
| 15/1/2022  | 日本     | 中山 | 草1600 |      | 菜花賞         | 54   | 石橋脩     | 11   | 1    | 1        | 1:35.1   | （Fumi Valentine） |
| 5/3/2022   | 日本     | 阪神 | 草1600 | GII  | 鬱金香賞       | 54   | 石橋脩     | 15   | 8    | 4        | 1:33.5   | 匯兩川             |
| 22/5/2022  | 日本     | 東京 | 草2400 | GI   | 優駿牝馬       | 55   | 石橋脩     | 5    | 17   | 閘前退賽 | 閘前退賽 | 星映天下           |
| 10/9/2022  | 日本     | 中山 | 草2000 | GIII | 紫苑錦標       | 54   | 横山武史   | 12   | 11   | 2        | 1:59.9   | 艷玫華彩           |
| 16/10/2022 | 日本     | 阪神 | 草2000 | GI   | 秋華賞         | 55   | 岩田望來   | 16   | 15   | 7        | 1:59.0   | 艷玫華彩           |
| 11/2/2023  | 日本     | 阪神 | 草1600 | L    | 洛陽錦標       | 54   | 團野大成   | 11   | 10   | 11       | 1:33.9   | 駿驚天             |
| 8/4/2023   | 日本     | 阪神 | 草1600 | GII  | 阪神牝馬錦標   | 55   | 濱中俊     | 12   | 9    | 1        | 1:33.9   | （莊嚴詠歌）       |
| 14/5/2023  | 日本     | 東京 | 草1600 | GI   | 維多利亞一哩賽 | 56   | 松山弘平   | 16   | 3    | 5        | 1:32.7   | 前人足跡           |
| 16/12/2023 | 日本     | 中山 | 草1600 | GIII | 綠松石錦標     | 56   | 濱中俊     | 16   | 9    | 15       | 1:34.1   | 決志驕驥           |
| 4/2/2024   | 日本     | 東京 | 草1600 | GIII | 東京新聞盃     | 56   | 濱中俊     | 16   | 14   | 14       | 1:34.0   | 櫻花永放           |
| 12/5/2024  | 日本     | 東京 | 草1600 | GI   | 維多利亞一哩賽 | 56   | 松山弘平   | 15   | 8    | 10       | 1:32.7   | 十歡薔薇           |
| 18/8/2024  | 日本     | 中京 | 草1200 | GIII | CBC賞          | 56   | 永島真奈美 | 18   | 8    | 16       | 1:08.3   | 點滴耀彩           |

## 退役後
退役後，活快美韻成為了配種馬，於北海道浦和町三嶋牧場休養，在2025年配種。首匹子嗣將於2026年出生，可於2028年出賽。

## 血統簡介
父系大鳴大放爲日本賽駒，生涯戰績優秀，曾勝出皋月賞及東京優駿（日本打吡），退役後配種成績亦極爲優秀。祖父夏威夷王爲日本賽駒，生涯戰績極爲優秀，僅得一戰未能獲勝，曾勝出一級賽NHK一哩賽及東京優駿（日本打吡），爲日本史上首匹贏得變則二冠的賽駒。
母系Scoubidou為德國賽駒，生涯戰績不俗，曾勝出三級賽多美路錦標。外祖父告魯夫為英國出生的愛爾蘭及香港賽駒，曾勝出香港打吡。

### 血統表
| 父線：金滿寶系（淘金者系）                |                              |               |              |
| 種馬 大鳴大放 2012年（棗色）              | 夏威夷王 2001年（棗色）      | 金滿寶        | 淘金者       |
| 種馬 大鳴大放 2012年（棗色）              | 夏威夷王 2001年（棗色）      | 金滿寶        | Miesque      |
| 種馬 大鳴大放 2012年（棗色）              | 夏威夷王 2001年（棗色）      | Manfath       | 最後大官     |
| 種馬 大鳴大放 2012年（棗色）              | 夏威夷王 2001年（棗色）      | Manfath       | Pilot Bird   |
| 種馬 大鳴大放 2012年（棗色）              | Admire Groove 2000年（棗色） | 週日寧靜      | Halo         |
| 種馬 大鳴大放 2012年（棗色）              | Admire Groove 2000年（棗色） | 週日寧靜      | Wishing Well |
| 種馬 大鳴大放 2012年（棗色）              | Admire Groove 2000年（棗色） | 氣槽          | 東來兵       |
| 種馬 大鳴大放 2012年（棗色）              | Admire Groove 2000年（棗色） | 氣槽          | Dyna Carle   |
| 繁殖雌馬 Scoubidou 2004年（棗色）         | 告魯夫 1994年（棗色）        | 丹山          | 單色         |
| 繁殖雌馬 Scoubidou 2004年（棗色）         | 告魯夫 1994年（棗色）        | 丹山          | Razyana      |
| 繁殖雌馬 Scoubidou 2004年（棗色）         | 告魯夫 1994年（棗色）        | Teslemi       | Ogygian      |
| 繁殖雌馬 Scoubidou 2004年（棗色）         | 告魯夫 1994年（棗色）        | Teslemi       | Martha Queen |
| 繁殖雌馬 Scoubidou 2004年（棗色）         | Simply Red 1997年（栗色）    | Dashing Blade | Elegant Air  |
| 繁殖雌馬 Scoubidou 2004年（棗色）         | Simply Red 1997年（栗色）    | Dashing Blade | Sharp Castan |
| 繁殖雌馬 Scoubidou 2004年（棗色）         | Simply Red 1997年（栗色）    | Schalmai      | Nebos        |
| 繁殖雌馬 Scoubidou 2004年（棗色）         | Simply Red 1997年（栗色）    | Schalmai      | Shantou      |
| 雌系：Schwarzblaurot Gold系（號族：16-c） |                              |               |              |
| 五代內近親交配：無                        |                              |               |              |

## 命名由來
名字中，Sound（サウンド）為馬主增田雄一冠名，意思為聲音，香港翻譯為「美韻」，Vivace（ビバーチェ）於音樂中，用於表示活潑、輕快的音色，香港採「活快」作為翻譯。

## 外部連結
- 活快美韻 netkeiba.com （页面存档备份，存于）
- 血統表 （页面存档备份，存于）